# If We Put Our Heads Together
| Recensione | Giudizio |
| ---------- | -------- |
| AllMusic   | [ 1 ]    |

If We Put Our Heads Together è un album discografico a nome di Ernest Tubb e Loretta Lynn, pubblicato dalla casa discografica Decca Records nel luglio del 1969.

## Tracce

### LP
Lato A
1. Who's Gonna Take the Garbage Out – 2:12 (Johnny Tillotson, Lucille Cosenza, Teddy Wilburn) – Registrato il 18 febbraio 1969 al Bradley's Barn di Mount Juliet, Tennessee
2. Holding on to Nothing – 2:33 (Jerry Chesnut) – Registrato l'11 marzo 1969 al Bradley's Barn di Mount Juliet, Tennessee
3. Somewhere Between – 2:45 (Merle Haggard) – Registrato l'11 marzo 1969 al Bradley's Barn di Mount Juliet, Tennessee
4. I Chased You Till You Caught Me – 2:18 (Wayne Walker) – Registrato il 18 febbraio 1969 al Bradley's Barn di Mount Juliet, Tennessee
5. Let's Wait a Little Longer – 3:15 (Curly Putnam, Billy Sherrill) – Registrato l'11 marzo 1969 al Bradley's Barn di Mount Juliet, Tennessee
6. Won't You Come Home (And Talk to a Stranger) – 2:15 (Wayne Kemp) – Registrato il 1º aprile 1969 al Bradley's Barn di Mount Juliet, Tennessee

Lato B
1. Let the World Keep on Turnin' – 2:07 (Buck Owens) – Registrato il 1º aprile 1969 al Bradley's Barn di Mount Juliet, Tennessee
2. If We Put Our Heads Together (Our Hearts Will Tell Us What to Do) – 3:12 (Loretta Lynn, Lorene Allen) – Registrato il 18 febbraio 1969 al Bradley's Barn di Mount Juliet, Tennessee
3. That Odd Couple – 1:56 (Betty Amos) – Registrato il 1º aprile 1969 al Bradley's Barn di Mount Juliet, Tennessee
4. Touch and Go – 2:48 (Darrell Statler) – Registrato il 1º aprile 1969 al Bradley's Barn di Mount Juliet, Tennessee
5. I Won't Cheat Again on You (If You Won't Cheat on Me) – 2:42 (Milton L. Brown) – Registrato il 18 febbraio 1969 al Bradley's Barn di Mount Juliet, Tennessee[3]

## Musicisti
Who's Gonna Take the Garbage Out? / I Chased You Till You Caught Me / If We Put Our Heads Together (Our Hearts Will Tell Us What to Do) / I Won't Cheat Again on You (If You Won't Cheat on Me)
- Loretta Lynn - voce
- Ernest Tubb - voce
- Steve Chapman - chitarra
- Billy Parker - chitarra
- Buddy Charleton - chitarra steel
- Floyd Cramer - pianoforte
- Erroll Jerrigan - fiddle
- Noel Stanley - contrabbasso
- James Wilkerson - batteria
- Owen Bradley - produttore

Holding on to Nothing / Somewhere Between / Let's Wait a Little Longer
- Loretta Lynn - voce
- Ernest Tubb - voce
- Steve Chapman - chitarra
- Billy Parker - chitarra
- Buddy Charleton - chitarra steel
- Floyd Cramer - pianoforte
- Erroll Jerrigan - fiddle
- Noel Stanley - contrabbasso
- Harold Bradley - batteria
- Owen Bradley - produttore

Won't You Come Home (And Talk to a Stranger) / Let the World Keep on Turnin' / That Odd Couple / Touch and Go
- Loretta Lynn - voce
- Ernest Tubb - voce
- Steve Chapman - chitarra
- Billy Parker - chitarra
- Buddy Charleton - chitarra steel
- Hargus Robbins - pianoforte
- Erroll Jerrigan - fiddle
- Noel Stanley - contrabbasso
- Harold Bradley - batteria
- Owen Bradley - produttore[3]

## Classifica
Singoli
| Anno | Titolo del brano                 | Classifica        | Posizione raggiunta |
| ---- | -------------------------------- | ----------------- | ------------------- |
| 1969 | Who's Gonna Take the Garbage Out | Hot Country Songs | 18                  |